# Weir Farm National Historic Site
Il Weir Farm National Historic Site si trova a Ridgefield e Wilton, nel Connecticut, Stati Uniti. Commemora la vita e le opere di Julian Alden Weir, il pittore impressionista americano membro della Cos Cob Art Colony. Le visite al suo studio sono offerte dai ranger del National Park Service ed esiste anche un breve sentiero panoramico. Il Weir Farm National Historic Site sarà onorato con l'iscrizione sulla moneta da 25 centesimi di dollaro nel 2020.